# 기호학

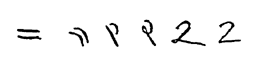

기호학(記號學, 영어: semiotics, semiotic studies, semiology)은 기호, 즉 어떠한 의미가 만들어지고 소비되는 것에 대한 학문이다. 이를 위해 기호학자들은 기호가 발생하는 과정(기호 생성), 기호의 작용과정(기호작용, 세미오시스semiosis), 기표화, 소통 등의 개념을 가지고 연구한다. 기호학은 언어의 구조와 그 의미를 연구한다는 의미에서 일반적으로 언어학 분야와 맞닿아 있지만, 언어학과 다르게 기호학은 비언어 기호 체계도 연구 대상으로 삼는다.

## 역사
기호학이라는 단어는 원래 존 로크의 《인간 이해에 관한 에세이》 (1690년)에서 파생되었다. 여기 로크는 '표징', '징표' 등으로 번역되는 그리스어 단어인  세메이온(그리스어: σημειον)라는 단어에 기반하여 "semeiotike"라는 표현을 사용했다. 그러나 이 이후 기호학 연구가 실제로 일어나거나 제시된 적은 없었다.
이후 기호학은 구조주의 언어학의 창시자 페르디낭 드 소쉬르의 《일반언어학 강의》(1916년)에 의해 사실상 재제안되었다.
찰스 샌더스 퍼스의 관점은 언어적 또는 인위적인 수화와 수화 과정, 추론 방식, 조사 과정 전반에 대해 연구된 철학적 논리로 여겨진다. 퍼스 기호학은 기호, 물체, 해석자를 포함한 3차적이다. 피어스 기호학은 세 가지 요소 각각을 세 가지 하위 유형으로 세분화한다.
이후 파리 기호학파는 서사를 연구하는 서사기호학을 더욱 발전시키고, 여기에서 새로운 기호학 분류인 시각기호학과 정념기호학을 도출해냈다.
또한 생물체들이 자신만의 기호 세상에서 적응하고 결과를 예측하는 것에 대한 연구인 생물기호학도 있다.

## 같이 보기
- 롤랑 바르트
- 자크 데리다
- 테리 이글턴
- 움베르토 에코
- 미셸 푸코
- 알기르다스 줄리앙 그레마스
- 자크 라캉
- 존 로크
- 유리 로트만
- 찰스 윌리엄 모리스
- 장자크 나티에
- 찰스 샌더스 퍼스
- 토머스 세벅